# Juan Antonio Sotillo
Juan Antonio Sotillo is een gemeente in de Venezolaanse staat Anzoátegui. De gemeente telt 272.000 inwoners. De hoofdplaats is Puerto La Cruz.